# 機動第2連隊
機動第2連隊（きどうだいにれんたい）とは、大日本帝国陸軍の特殊部隊。通称、502部隊。

## 沿革
1941年（昭和16年）、ソビエト連邦領内に侵入し後方攪乱を行う目的で、関東軍隷下部隊として編成。編成当時は連隊ではあるが300名未満の規模の部隊であった。
1944年（昭和19年）、機動第2連隊を中核として機動第1連隊と機動第3連隊で、機動第1旅団に編成される。
1945年（昭和20年）、機動第1旅団隷下部隊として吉林省で終戦を迎える。本来の任務であるソ連領内に侵入することはなかった。

## 歴代連隊長
| 代 | 氏名     | 在任期間     | 備考 |
| -- | -------- | ------------ | ---- |
| 1  | 須藤勇吉 | 1941.12.15 - |      |